# Wiedopterus
 (juillet 2022).
Wiedopterus noctua
Genre
Espèce
Wiedopterus est un genre d'euryptérides, un groupe éteint d'arthropodes aquatiques. Une seule espèce est connue, Wiedopterus noctua, décrite en 2015 par le paléontologue Markus Poschmann (d) à partir d'un fossile découvert dans des gisements datant du Dévonien inférieur en Allemagne. Le nom générique vient de la rivière Wied, qui coule près du site de la découverte initiale. L'épithète spécifique noctua signifiant en latin « hibou », fait référence à la ressemblance superficielle de la carapace de la tête avec celui d'un hibou.
L'holotype, qui est le seul spécimen connu de Wiedopterus, ne conserve ni les appendices, ni le dessous du corps, rendant impossible une certaine classification du genre. En tant que tel, il est officiellement classé comme un Eurypterina incertae sedis (indiquant un placement incertain dans le sous-ordre Eurypterina parmi les euryptérides). Bien qu'il ne soit pas encore formellement classé comme tel, il a été suggéré que Wiedopterus appartiendrait probablement à la famille des Adelophthalmidae en raison de diverses caractéristiques, notamment le contour général du corps, la position des yeux, le premier segment après la tête étant de taille réduite ainsi que des crêtes longitudinales sur les segments postérieurs du corps.

## Découverte et dénomination
Wiedopterus noctua est officiellement décrit par Markus Poschmann en 2015 sur la base d'un seul spécimen récupéré dans des gisements fossiles datée du Dévonien inférieur, probablement de l'Emsien. La localité fossile, faisant partie du massif schisteux rhénan, est un affleurement en bordure de route situé à côté d'un arrêt de bus, à environ 500 mètres au nord du village de Bürdenbach et à 90 mètres au nord-est du confluent du petit ruisseau Güllesheimer Bach et de la rivière Lahrbach.
Le spécimen holotype de Wiedopterus, catalogué PWL2013 / 5224-LS, conserve la carapace et le premier au neuvième segment de l'opisthosome, bien qu'ils soient quelque peu endommagés sur le côté droit. PWL2013 / 5224-LS est noté par Poschmann comme n'étant pas le seul fossile d'euryptérides clairement distinguable des autres euryptérides trouvés sur le site, appartenant au genre Parahughmilleria (en), mais que c'est le seul fossile suffisamment bien conservé pour être décrit et formellement nommé. 
Le nom générique Wiedopterus fait référence à la vallée formée par la rivière Wied, située près de la localité où le spécimen holotype a été découvert. Le suffixe -pterus, venant du grec ancien : φτερός, voulant dire « aile », est couramment utilisé pour les noms génériques d'euryptérides. L'épithète spécifique noctua veut dire en latin « hibou » et vient de la description de Poschmann, qui trouve que la carapace et les yeux de Wiedopterus rappellent superficiellement un hibou.

## Description
Poschmann, qui a décrit Wiedopterus, classe le genre comme Eurypterina incertae sedis (indiquant un placement incertain dans le sous-ordre Eurypterina parmi les euryptérides), mais note que les fossiles de Wiedopterus représentent probablement des adelophthalmoïdes. Wiedopterus était un euryptéride relativement petit, le spécimen décrit mesurant 4,43 cm de longueur, représentant un peu plus de la moitié de la taille de l'animal. Si Wiedopterus était un adélophtalmoïde, ce serait un membre de taille moyenne du groupe, dont les membres varient en longueur de 4 à 32 cm,.
Les caractéristiques diagnostiques du genre, comme le note Poschmann dans sa description, comprennent la carapace (plaque de tête) en forme de trapèze et ayant un bord marginal étroit, les yeux composés étant placés près du centre de la carapace, le préabdomen (les segments corporels 1 à 7) étant arrondis et larges, le tergite le plus antérieur (placé le plus en avant) étant de taille réduite, les tergites possédant des facettes d'articulation antérieure étroites, le préabdomen dorsal (arrière) n'ayant aucune ornementation proéminente, et qu'il y a un constriction marquée entre le préabdomen et le postabdomen (segments corporels 8 à 12). Le préabdomen de Wiedopterus est le plus large au troisième ou quatrième segment, où il mesure environ 2,05 cm de largeur.

## Classification
Wiedopterus est différent des autres euryptérides connus du Dévonien inférieur en ce qui concerne la position de ses yeux composés et la forme de sa carapace. Moselopterus, Alkenopterus, Vinetopterus et Erieopterus sont superficiellement similaires, mais Moselopterus, Alkenopterus et Vinetopterus ont tous une carapace plus en forme de fer à cheval, la carapace de Moselopterus ayant également une ornementation distincte, manquante chez Wiedopterus, et Alkenopterus et Vinetopterus ont une forme plus large et différente, respectivement, des bords marginaux. Erieopterus a une carapace plus arrondie, avec les yeux positionnés plus vers l'extérieur. La forme et la position des yeux sont également similaires à celles d'Eurypterus, connu du Silurien (bien que la carapace d' Eurypterus soit légèrement plus quadratique, les yeux sont positionnés plus en arrière et son premier tergite opisthosomal n'est pas aussi petit), Buffalopterus du Silurien et Strobilopterus connu du Silurien et du Dévonien (bien que Buffalopterus et Strobilopterus aient une carapace plus large et des yeux positionnés plus en arrière).
Parmi les euryptérides du Dévonien inférieur, la seule espèce qui a une forme de carapace similaire à Wiedopterus, au-delà d'une similitude superficielle, est Adelophthalmus sievertsi, bien que A. sievertsi puisse être distingué de Wiedopterus par sa carapace et son opisthosome ornés de grands et petits tubercules (projection arrondis), et qu'il a des épimères latéraux sur ses tergites préabdominaux (épines le long des bords). Le spécimen type Wiedopterus ne conserve pas les appendices ni son anatomie ventrale (dessous), ce qui rend impossible une certaine classification du genre. Plusieurs caractéristiques suggèrent que Wiedopterus était un euryptéride de la famille des adélophthalmidés, y compris le contour général de son corps, le premier tergite étant de taille réduite, il y a une différenciation morphologique du corps en un pré- et post-abdomen, et il y a des crêtes longitudinales sur les segments post-abdominaux, qui étaient de forme subrectangulaire (vaguement rectangulaire). Wiedopterus possède un tubercule oculaire médian (un gros tubercule entre les yeux), une caractéristique présente dans les genres dérivés des sous-ordres Eurypterina et Stylonurina. Le trait est, entre autres genres, présent chez Adelophthalmus. Étant donné que Wiedopterus partage également les yeux en position centrale avec Adelophthalmus, il est possible qu'il s'agisse d'un adélophthalmidés relativement dérivé.

## Paléoécologie
Les gisements de fossiles dans lesquels le spécimen  holotype de Wiedopterus a été découvert était autrefois une zone de transition terre-mer, comprenant des rivières, des deltas et des environnements entièrement marins, où les fossiles ont été déposés sous des changements environnementaux rapides. Les autres fossiles connus dans les mêmes gisements comprennent des poissons sans mâchoires (Rhinopteraspis), des trigonotarbides (Spinocharinus et Archaeomartus), des scorpions (Waeringoscorpio), des chasmataspididés, des bivalves et d'autres euryptérides (Parahughmilleria). Des plantes terrestres précoces étaient également présentes, principalement les Zosterophyllopsida.